# Trawienko
Trawienko (niem. Hinter Rasen See) –  niewielkie jezioro  na Równinie Torzymskiej, w gminie Torzym, leżące około 1,7 km od południowych granic Torzymia.
Jezioro silnie zeutrofizowane, w przeszłości połączone z położonym kilkadziesiąt metrów na północ jeziorem Trawno.